# 1919 Eternal
1919 Eternal è il terzo album in studio del gruppo musicale heavy metal statunitense Black Label Society, pubblicato nel 2002 dalla Spitfire Records e in seguito dalla Armoury Records.

## Tracce
1. Bleed for Me – 5:31
2. Lords of Destruction – 5:11
3. Demise of Sanity – 3:23
4. Life, Birth, Blood, Doom – 4:21
5. Bridge to Cross – 5:49
6. Battering Ram – 2:22
7. Speedball – 0:58
8. Graveyard Disciples – 3:20
9. Genocide Junkies – 5:53
10. Lost Heaven – 4:24
11. Refuse to Bow Down – 4:53
12. Mass Murder Machine – 5:47
13. Berserkers – 5:06
14. America The Beautiful (instrumental) – 3:17 (Samuel A. Ward)
15. Llabdeeps (Japanese Bonuse Track) – 1:00

## Formazione
- Zakk Wylde – voce, chitarra, basso
- Craig Nunenmacher – batteria

Altri musicisti
- Robert Trujillo – basso (3 e 4)
- Christian Werr – batteria (1, 3 e 4)